# Rawang Air Putih
Rawang Air Putih is een bestuurslaag in het regentschap Siak van de provincie Riau, Indonesië. Rawang Air Putih telt 725 inwoners (volkstelling 2010).